# Младенец Иисус (Рождество)

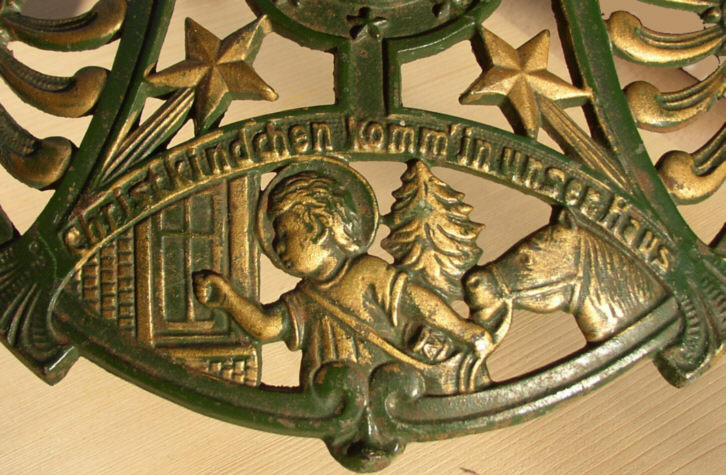
Изображение «Младенца Иисуса»

Младенец Иисус — традиционный даритель подарков детям на Рождество в Чехии, Словакии, Хорватии, Венгрии, Австрии, части Германии, в Лихтенштейне, Швейцарии, Италии, в южной Бразилии, Мексике и в местности Акадиана штата Луизиана. На чешском языке его называют Ежишек (Ježíšek), на словацком — Ежишко (Ježiško), в Италии — Джезу Бамбино (Gesù Bambino), в Венгрии — Jézuska, на немецком языке — Christkind, по-испански — El Niño Dios.

## История образа
Образ «Младенца Иисуса Христа» был одобрен Мартином Лютером во время церковной Реформации, явно для того, чтобы воспрепятствовать популяризации образа голландского Святого Николая, дарителя подарков. На протяжении XVI—XVII вв. многие европейские протестанты восприняли идею, предложенную Лютером, а также перенесли традиционную дату дарения подарков с 6 декабря (день святого Николая) на рождественский сочельник. «Младенец Иисус», как он знаком немецким детям, мало похож на исторического Младенца из Вифлеема. В течение XIX века образ дарителя «Младенца Иисуса» был воспринят в католических областях, и в то же самое время удивительно быстро стал заменяться более или менее секуляризованной версией «святого Николая», Вайнахтсмана (Дед Мороз, Санта-Клаус) в собственно протестантских регионах.

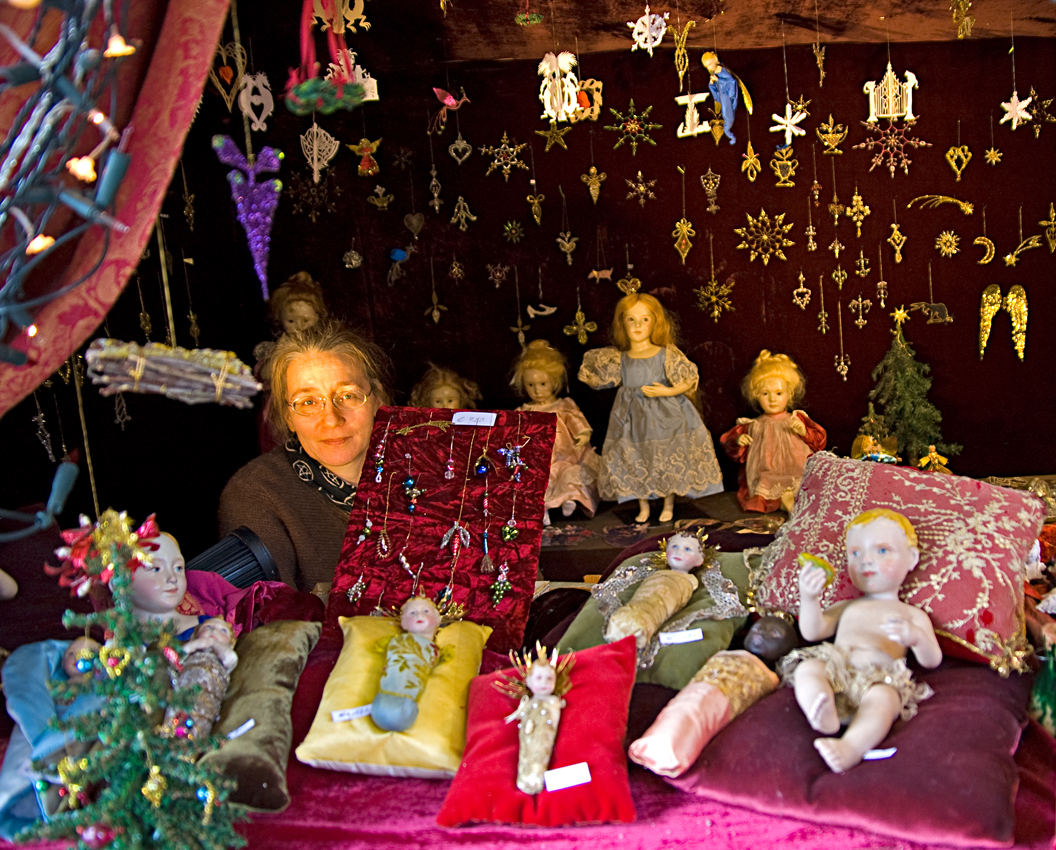
Игрушки в виде «Младенца Иисуса» в сувенирном магазине Мюнхена, Германия, 2008 год

С 1990-х годов в Германии образ «Младенца Иисуса» массово вытесняется персонажем Вайнахтсман (аналогом американского Санта-Клауса), что вызвано рекламой и влиянием массовой культуры, популяризирующей образ Санты. Ещё раньше, в середине XX века, тот же процесс произошёл и в Португалии, где появился персонаж по имени Пай Натал.

В Чехии уже в начале XXI века возникло инициативное движение под лозунгом «Спасите Младенца Иисуса», борющееся за национальные рождественские символы, которое в 2011 году направило петицию к премьер-министру страны, приуроченную к Рождеству. Петицию поддержало около 30 000 чехов. Также активистами организуются акции протеста в чешских городах с плакатами, на которых написано: «Пережили мы Деда Мороза — переживём и Санта-Клауса».

## Описание традиции
«Младенец Иисус» в роли дарителя подарков изображается подобным эльфу, обычно со светлыми волосами и ангельскими крыльями. Влетает в комнату через форточку или лоджию. Иногда вместе с «Младенцем Христом» приходит Ангел, который и приносит подарки. Дети никогда не видят дарителя лично, а родители говорят им, что «Младенец Иисус» не придёт, если дети будут любопытны и попытаются подсмотреть, кто положил подарки под ёлку. Дети могут войти в гостиную, где находится Рождественская ёлка, чтобы распечатать подарки, только когда родители скажут, что «Младенец Иисус» уже ушёл. В некоторых традициях об отбытии Гостя уведомляет звон маленького колокольчика (настоящий или выдуманный). Родители или объявляют детям, что сами его слышали, или звон тайно производится одним из взрослых.